# Alberona
Alberona – miejscowość i gmina we Włoszech, w regionie Apulia, w prowincji Foggia.
Według danych na rok 2004 gminę zamieszkiwały 1134 osoby, 23,1 os./km².